# Газотурбинная электростанция
Газотурбинная электростанция — современная высокотехнологичная установка, генерирующая электричество и тепловую энергию.
Основу газотурбинной электростанции составляют один или несколько газотурбинных двигателей — силовых агрегатов, механически связанных с электрогенератором и объединённых системой управления в единый энергетический комплекс. Газотурбинная электростанция может иметь электрическую мощность от двадцати кВт до сотен МВт. Кроме прямого вращения турбиной электрогенератора, газовая турбина способна также отдавать потребителю значительное количество (вдвое больше электрической мощности) тепловой энергии, которую можно использовать для выработки пара в котле-утилизаторе, который в свою очередь можно использовать для дополнительной выработки электроэнергии или для нужд теплоснабжения. В этом случае электростанция называется парогазовой или газотурбинной ТЭЦ.

## Принцип работы

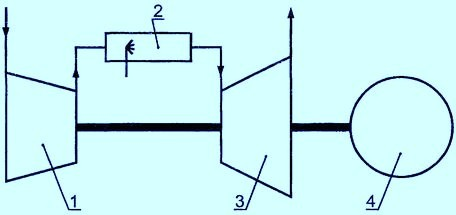
Схематическое изображение простого единичного силового агрегата газотурбинной электростанции

В нагнетатель (1) газотурбинного силового агрегата подаётся чистый воздух. Под высоким давлением воздух из нагнетатель направляется в камеру сгорания (2), куда подаётся и основное топливо — газ. Смесь воспламеняется. При сгорании газовоздушной смеси образуется энергия в виде потока раскалённых газов. Этот поток с высокой скоростью устремляется на рабочее колесо турбины (3) и вращает его. Вращательная кинетическая энергия через вал турбины приводит во вращение нагнетатель (1) и электрический генератор (4). С клемм электрогенератора произведённое электричество, обычно через трансформатор, направляется в электросеть, к потребителям энергии. Так, электрический генератор состоит из ротора и статора. Так, первый крутится одновременно с турбиной, а статор не двигается. Однако между ним и ротором есть невидимое взаимодействие, которое производит ток.
После прохождения через турбину, у горячих газов, температура которых достигает 550 градусов Цельсия, нет мощности для быстрого вращения ротора. Однако они все же обладают достаточной энергией для использования в других устройствах, преобразующих ее в электричество. На электростанциях паросиловые установки используются для максимальной эффективности газовых турбин. Высокотемпературные газы передают тепло воде в котле. Она начинает кипеть, и полученный пар приводит в движение вторую, паровую турбину. Паровая турбина имеет схожую конструкцию с газовой, но вращается с меньшей скоростью (от 25 до 50 оборотов в секунду). Лопатки на паровых турбинах могут быть длиннее метра, в то время как у типичной газовой турбины они не превышают десятки сантиметров. Сама по себе паросиловая установка на тепловой электростанции редко достигает КПД выше 30%. Однако, если сложить этот коэффициент с более высоким КПД газовой турбины, общий КПД может превысить 60%.

## Микротурбины

Устройство моноблочного газотурбинного генератора

С вхождением в широкую практику мощных полупроводниковых преобразователей напряжения (инверторов) и бесколлекторных генераторов большой мощности на постоянных магнитах стало оправданным создание газотурбинных электростанций на мощность от десятков кВт, называемых «микротурбинами». В такой установке отсутствует редуктор, а частота вращения турбины может изменяться по необходимости (изменение нагрузки и др.). Генератор вырабатывает ток сравнительно высокой частоты (кГц), который выпрямляется и преобразуется в трёхфазный ток промышленной частоты инвертором. Единственная движущаяся деталь, объединяющая колёса турбины и нагнетателя и ротор генератора, может быть подвешена в газодинамических подшипниках, исключающих износ. Основным фактором долговечности такой установки становится эрозия рабочего колеса и износ при пуске. Микротурбинные генераторы контейнерного формата имеют межналадочный период порядка одного года непрерывной работы и срок службы до капремонта порядка 60000 часов (около 7 лет). Будучи прямыми конкурентами поршневых агрегатов, микротурбины, тем не менее, проигрывают им по стоимости и электрическому КПД (то есть соотношению выработанной электрической и тепловой энергии). При этом число пусков ограничено примерно 300 в год, что затрудняет использование их как резервных источников.

## Сферы использования газотурбинных электростанций

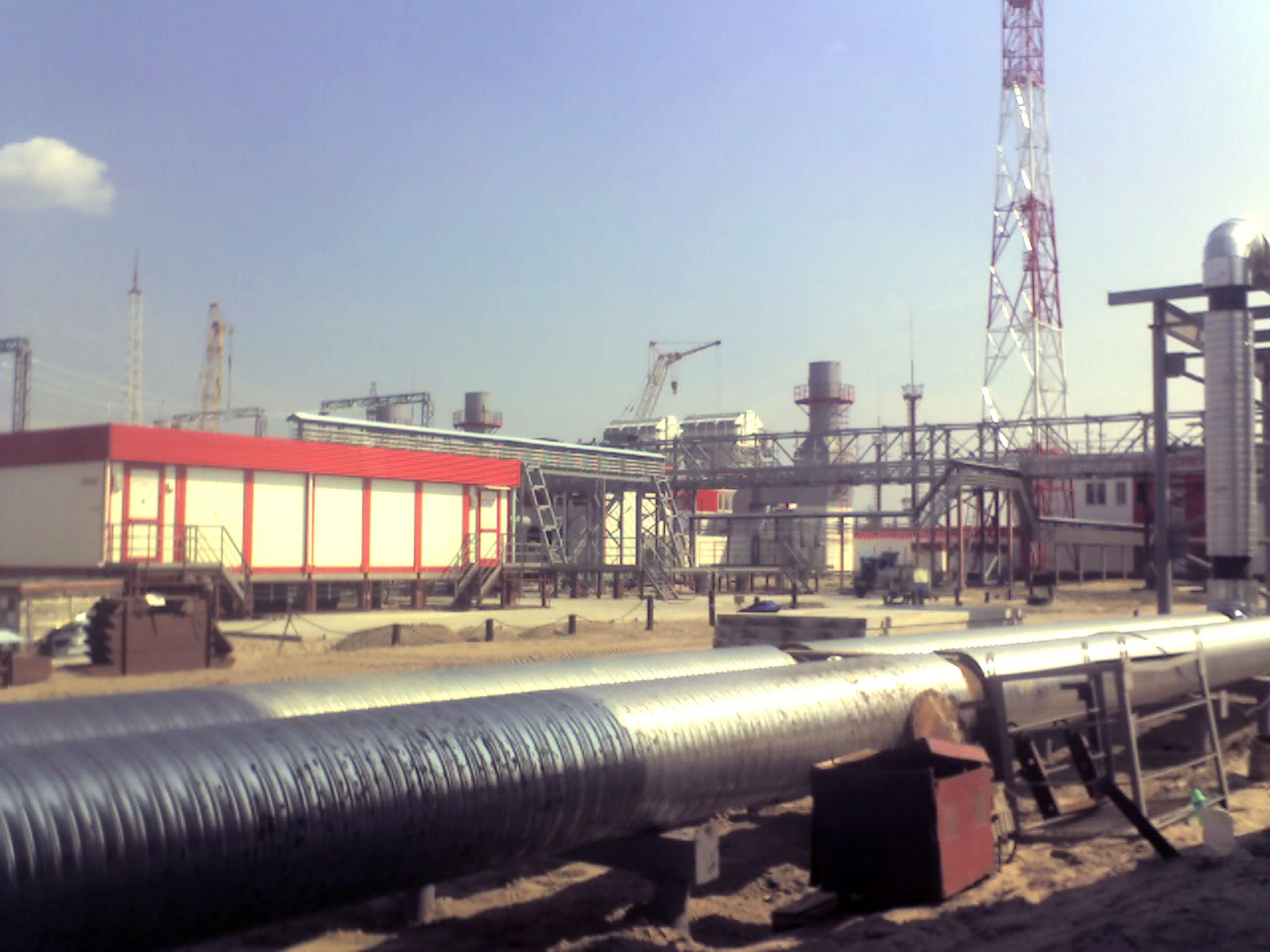
Строящаяся (2012 г.) ГТЭС мощностью 48 Мвт на Повховском месторождении

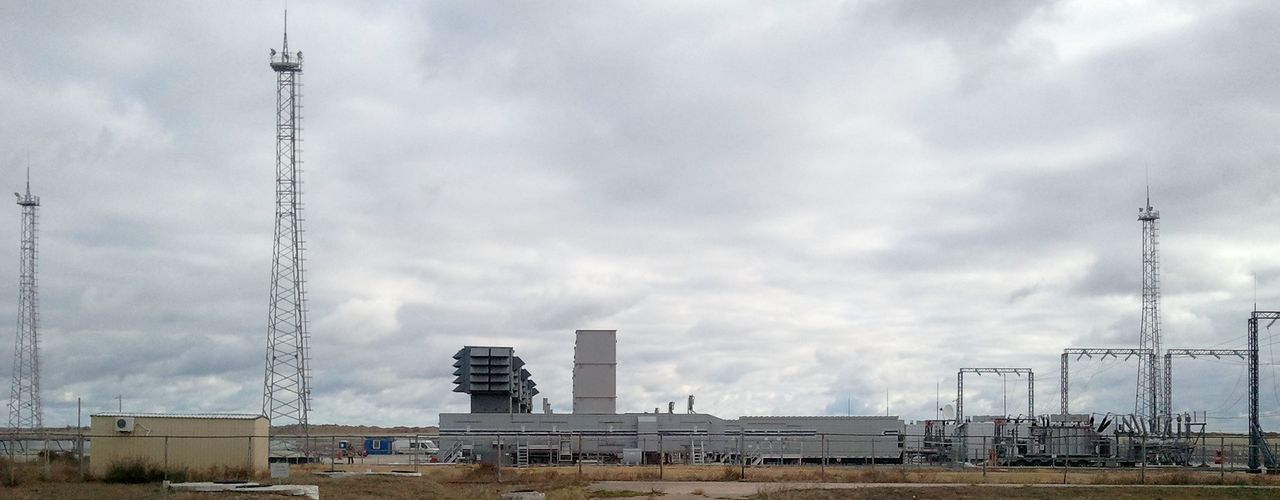
Мобильные газотурбинные электрические станции

Использование малых газотурбинных электростанций целесообразно для удалённых или экономически обособленных потребителей, для которых свойственны длительные периоды непрерывной работы (в противовес поршневым агрегатам) либо простоя (делающего невыгодным создание мощных подключений к централизованным электросетям), особенно — при необходимости отопления объекта или другом использовании параллельно получаемого тепла.
Крупные ГТЭС в чистом виде оправданы в сравнении с тепловыми (паротурбинными) станциями при доступности дешёвого топлива и чрезмерной дороговизне капитального строительства (нефтегазоносные районы Севера).
Для стационарной сетевой электрической генерации более оправдано применение парогазовых установок, содержащих помимо газового турбогенератора паровой котёл-утилизатор и паровую турбину для дополнительной выработки электроэнергии, что позволяет получить высокий электрический КПД.
Сферы использования газотурбинных электростанций весьма обширны:
- жилищно-коммунальное хозяйство,
- общественные и спортивные сооружения,
- физкультурно-оздоровительные комплексы,
- нефтегазовые месторождения,
- сельское хозяйство,

и другие отрасли экономики.
Имеется возможность получения от газотурбинных электростанций больших количеств попутной тепловой энергии, а её использование предполагает возврат инвестиций в обозримые и предсказуемые сроки. На практике использование бросового тепла турбинной установки является решающим фактором, оправдывающим её использование в сравнении с поршневой электростанцией или централизованным энергоснабжением, за исключением специфических условий нефтегазового комплекса (доступное топливо и высокие требования к моторесурсу).
Малые вибрации, шум и вредность выхлопа малых электростанций в сочетании с доступностью газовых сетей оправдывают применение их в качестве автономных источников постоянного энергоснабжения в городах, если стоимость сетевой электроэнергии высока, а организация подключения к электросети затруднена.